# ヘンリエッタ・スペンサー＝チャーチル
レディ・ヘンリエッタ・メアリー・スペンサー＝チャーチル（Lady Henrietta Mary Spencer-Churchill, 1958年10月7日 - ）は、イギリスのインテリアデザイナー、ウッドストック・デザイン社の創立者。オックスフォードシャーにあるブレナム宮殿を代々受け継ぐマールバラ公ジョン・スペンサー＝チャーチルの長女。
一族の歴史や逸話などを基にした『Blenheim and the Churchill Family: A Personal Portrait』（2005年）などいくつかの書籍を発表。チャリティ団体The Azima Foundationの会長でもある。またクリスティナ・オナシスの継姉妹である。
1980年、ネイサン・ゲルバーと結婚し、子が2人いる。
- デイヴィッド（1981年）
- マクシミリアン（1985年）